# Ålshults naturreservat
Ålshults naturreservat är ett naturreservat i Urshults socken i Tingsryds kommun i (Kronobergs län.
Området är skyddat sedan 2024 och är 115 hektar stort. Det omfattar en sydlig vik av Åsnen samt Trässhultsjön och dess stränder och består av mindre vatten och vattendrag, lövsumpskog och bokskog/ekskog .